# Sosiw (Winnyzja)
Sosiw (ukrainisch Зозів; russisch Зозов Sosow) ist ein Dorf in der ukrainischen Oblast Winnyzja mit etwa 1800 Einwohnern (2004).

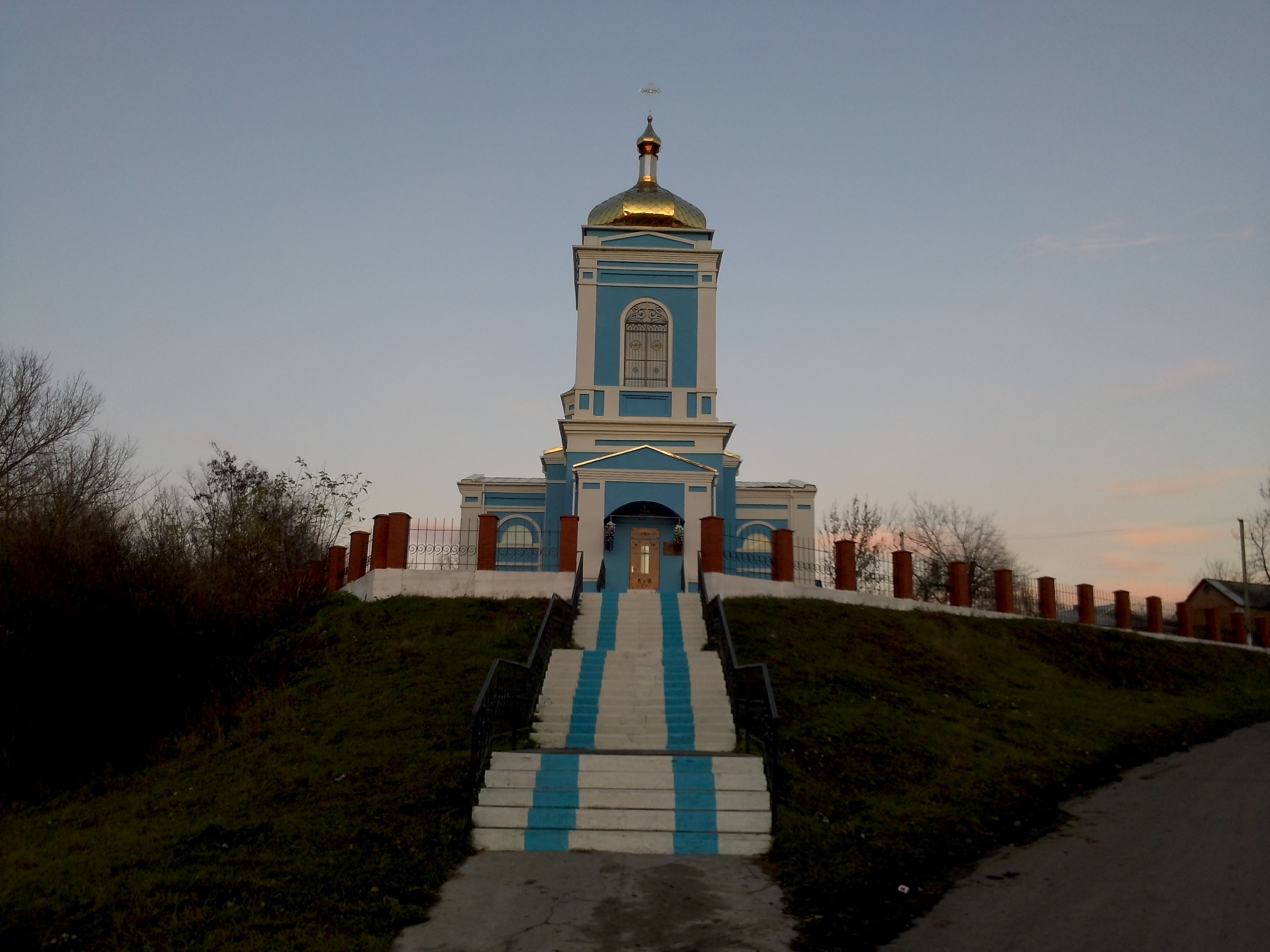
Kirchengebäude in Sosiw

Sosiw liegt im Rajon Winnyzja nahe dem Fluss Sob (Соб), einem 125 km langen, linken Nebenfluss des Südlichen Bugs 13 km nördlich vom ehemaligen Rajonzentrum Lypowez und 55 km östlich vom Oblastzentrum Winnyzja.
Am 12. Juni 2020 wurde das Dorf ein Teil der neugegründeten Stadtgemeinde Lypowez, bis dahin bildete sie zusammen mit dem Dorf Oleksandriwka (Олександрівка) die gleichnamige Landratsgemeinde Sosiw (Зозівківська сільська рада/Sosiwkiwska silska rada) im Norden des Rajons Lypowez.
Am 17. Juli 2020 kam es im Zuge einer großen Rajonsreform zum Anschluss des Rajonsgebietes an den Rajon Winnyzja.

## Persönlichkeiten
- Oleksandr Omeltschenko, ukrainischer Politiker und von 1999 bis 2006 Bürgermeister von Kiew, kam 1938 in dem Dorf zur Welt.